# Kororaa
Kororaa este o distribuție Linux Gentoo.